# الاقتصاد في قارة أوقيانوسيا
يتنوع النشاط الاقتصادي في جزر قارة أوقيانوسيا بتوافر مقوماته، فوجود السهول الزراعية والمراعي في بعضها أدى إلى نشوء الزراعة وتربية الحيوان ووجود ثروات باطنية في أخرى. تطورت حرفة الصناعة وبقي لحرفة صيد السمك الدور الكبير في باقي جزر القارة.
تستورد القارة النفط وتجهيزات المصانع وتصدر القارة المنتجات الزراعية والحيوانية.

## الزراعة
تعد الزراعة حرفة يمارسها معظم سكان القارة، ولا سيما في جزيرتي أستراليا وفيجي، حيث تتنوع المحاصيل الزراعية كجوز الهند والمانجو في فيجي؛ ويعدّ القمح في مقدمة المحاصيل ذات القيمة في أستراليا.

## الحيوانات
تربى الحيوانات في كل من نيوزيلندا وأستراليا حيث تتوافر المراعي وتأتي تربية الأغنام في المقدمة ومعظمها من نوع المورينوس ذات الصوف الجيد. كما تربى الأبقار والجمال ويعتمد اقتصاد جزر كثيرة على الصيد كما في جزيرة نييوي التابعة لنيوزيلندا وجزر بالاو.

## الثروات الباطنية
تختص بعض المدن بثروات معينة فالفوسفات في جزيرة ناورو والبوكسيت والرصاص في أستراليا، أما النيكل فيوجد في جزيرة كاليدونيا الجديدة والنحاس في تسمانيا.

## الصناعة
لاقت أستراليا شهرة في صناعة السيارات ولا سيما في سدني. وترتبط القارة بدول العالم عبر طرق جوية وبحرية. وقامت الصناعة بفضل المنتجات الزراعية والحيوانية والثروات الباطنية والمعدنية ومنها الصناعات الغذائية.

## المواصلات
ويأتي النقل البحري في مقدمة وسائل النقل ومن الموانئ المهمة سدني وكانبرا.
البترول الغاز الفحم الحجري